# Sloveniens herrlandslag i vattenpolo
Sloveniens herrlandslag i vattenpolo representerar Slovenien i vattenpolo på herrsidan. Laget slutade på 11:e plats vid Europamästerskapet 1999.

### Fotnoter
1. ↑  Todor Krastev (11 mars 1999). ”Men Water Polo European Championship 1999 Firenze (ITA) - 02-11.09 Winner Hungary” (på engelska). Sport Statistics. Arkiverad från originalet den 29 juni 2015. https://web.archive.org/web/20150629155350/http://todor66.com/Water_Polo/Europe/Men_1999.html. Läst 27 juni 2015.